# دره‌ایچی (هوپا)
دره‌ایچی (به لاتین: Dereiçi) یک منطقهٔ مسکونی در ترکیه است که در هوپا واقع شده‌است. دره‌ایچی ۹۷ نفر جمعیت دارد.